# Форум свободной культуры
Фо́рум свобо́дной культу́ры (исп. El Foro de Cultura Libre, англ. Free Culture Forum, FCForum) — это международная встреча, которая объединяет организации и специалистов в области культуры, цифровых прав и доступа к бесплатным знаниям, юристов, экономистов, преподавателей университетов, хакеров, блогеров и исследователей из более чем 20 стран. Проходит в Барселоне каждый год с 2009 года совместно с oXcars, фестивалем свободной культуры. Организаторами первого форума были Xnet, Симона Леви, Мейо Фастер Морелл, и институт свободных знаний.

## Форумы

### FCForum 2009
Первый FCForum прошёл в Барселоне с 29 октября по 1 ноября 2009 года, совпадая со вторым показом oXcars и председательством испанского председательства в Европейском Союзе. В мероприятии приняли участие официальные наблюдатели от Комитета по культуре и образованию и Комитета по защите прав потребителей Европейского Союза, Секретариата цифровой культуры бразильского правительства и различных учреждений и политических партий. Участники встретились в рамках пяти рабочих групп, разделённых по теме с четырьмя конкретными целями.
Участники FCForum были организованы в рабочие группы, ориентированные на следующие темы:
- Юридические перспективы и доступ пользователя:

1. Доступ к знаниям и права граждан
2. Регулирование распределения авторских прав
3. Регулирование Интернета

- Экономика, новые модели P2P и устойчивое распределение
- Образование и управление знаниями
- Свободное программное обеспечение и открытые стандарты: философия хакерства
- Организационные политические последствия свободной культуры

### Хартия инноваций, творчества и доступа к знаниям
Участниками форума был коллективно составлен документ о правах авторов и граждан в цифровую эпоху. Отмеченная в заявлении Комитета по экономическим, социальным и культурным правам, хартия предлагает ряд реформ социальной экономики по адаптации законодательства в сфере управления авторским правом к новым условиям цифровой эпохи и утверждает, что свободный оборот культуры поддерживает вознаграждение авторов, защищает право цитирования, право на частное копирование (для некоммерческого использования), и справедливое использование. Утверждает также право граждан на широкополосную передачу (Broadband) данных для «свободного распространения науки, культуры, знаний и технологий, принадлежащих государственным учреждениям». Документ был распространён в Интернете и послан тысячам политическим и общественным организациям по всему миру, был использован в качестве рабочего документа в конгрессах и конференциях по этому вопросу, таких как X Конференция Свободной культуры (Нью-Йорк, 2010 г.).